# Sustantivo abstracto
Un sustantivo abstracto es un sustantivo que designa un objeto solo percibido o creado por el pensamiento, en oposición a los sustantivos  concretos, que designan objetos perceptibles por los sentidos.

Como los distintos grados de concreción y de abstracción corren sin interrupción de un extremo al otro, resulta que, por la misma naturaleza del asunto, es imposible trazar la división exacta entre los nombres concretos y los abstractos.
Sahil Ureña y Amado Alonso

En español, muchos sustantivos abstractos se forman agregando ciertos sufijos (-idad, -ez(a), -ación, -cia, etc.) a adjetivos y verbos, aunque esta no es la única regla de formación de sustantivos abstractos (ej: flujo).